# Ross Thomas Bender
Ross Thomas Bender (* 25. Juni 1929 auf einer Farm in der Nähe von East Zorra-Tavistock in Kanada; † 21. April 2011 in Goshen) war ein kanadischer mennonitischer Theologe.

## Leben
Er besuchte das Toronto Teacher’s College im Sommer 1947–48 und die University of Western Ontario; das Goshen College, B.A. 1954, B.D. und M.R.E., beide 1956 und die Yale University, MA 1961, Ph.D. 1962 (The role of the contemporary family in Christian nurture. A theological interpretation). 1958 wurde er an die Fakultät des Goshen Biblical Seminary berufen. Er wurde 1966 als US-Bürger eingebürgert.

## Schriften (Auswahl)
- The people of God. Report of the study project to develop a model for theological education in the Free Church tradition. Scottdale 1971, ISBN 0-8361-1632-1.
- Christians in families. Genesis and Exodus. Scottdale 1982.
- mit Alan P. F. Sell: Baptism, peace, and the state in the Reformed and Mennonite traditions. Waterloo 1991, ISBN 0-88920-204-4.
- Education for peoplehood. Essays on the teaching ministry of the church. Elkhart 1997, ISBN 0-936273-25-9.